# Aeracura

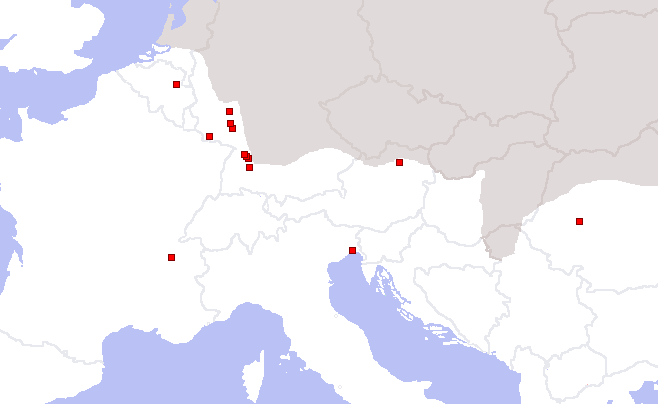
Mappa che mostra la posizione delle iscrizioni a questa dea, sotto varie ortografie.

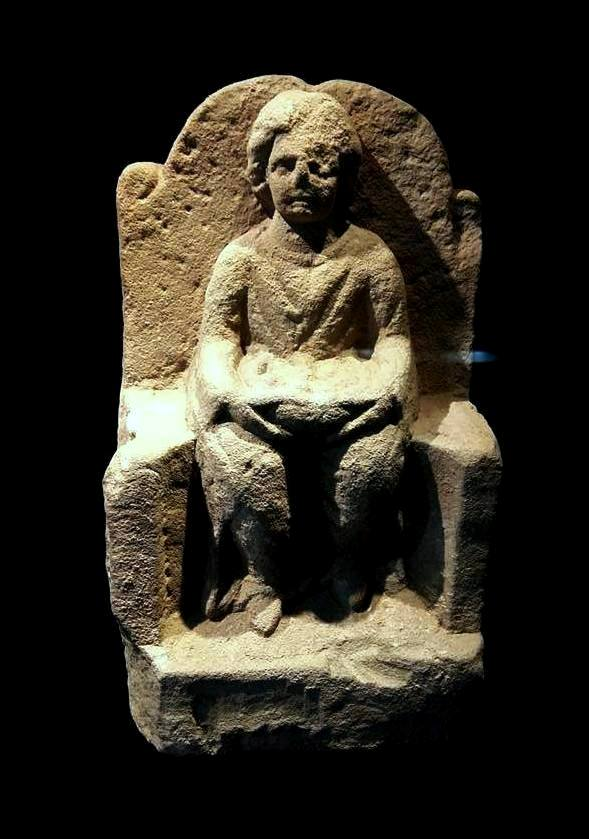
Statuetta risalente al II o III secolo d.C. trovata a Stoccarda, in Germania

Erecura o Aerecura /rɛɪkjʊərə/ (talvolta chiamata anche Herecura, Eracura, Aericura o Aerecura) era una dea venerata nell'antichità. Plausibilmente di origine celtica, è presente nella mitologia romana come parte del gruppo dei Di indigetes. Era per lo più rappresentata con gli attributi di Proserpina e associata al dio sotterraneo romano Dis Pater, come si vede su un altare di Sulzbach. Appare con Dis Pater in una statua trovata a Oberseebach, in Svizzera, e in diversi testi magici dell'Austria, una volta in compagnia di Cerbero e una volta probabilmente con Ogmios. Un'ulteriore iscrizione per lei è stata trovata vicino a Stoccarda, in Germania. Oltre ai suoi simboli ctonici, è spesso raffigurata con attributi di fertilità come la cornucopia e i cestini di mele. Si ritiene che sia simile alla divinità greca Ecate, poiché e due dee condividono nomi simili. È raffigurata spesso seduta, con indosso una veste e portando vassoi o cesti di frutta, come dimostrano gli esempi di statue di Cannstatt e Sulzbach. Miranda Green chiama Aericura una "Ecuba gallica", mentre Noémie Beck la caratterizza come una "dea-terra", condivide gli aspetti del sotterraneo e della fertilità con Dis Pater.
Le rappresentazioni di Erecura si trovano più comunemente nell'area danubiana della Germania meridionale e della Slovenia, ma troviamo esempi anche in Italia, Gran Bretagna e Francia. Le sue iscrizioni sono concentrate a Stoccarda e lungo il Reno. Numerosi monumenti in onore di Erecura si trovano in cimiteri o in altri contesti funebri. Jona Lendering nota la somiglianza tra la sua iconografia e quella di Nehalennia, che è stata venerata in Germania inferiore, mentre Beck non vede alcuna differenza significativa tra i suoi attributi e quelli di Matres e Matronae. Geograficamente, le aree in cui Erecura e Dis Pater erano venerate sembrano essere in distribuzione complementare con quelle in cui è attestato il culto di Sucellus e Nantosuelta, e Beck suggerisce che questi culti erano funzionalmente simili sebbene distinti iconograficamente.
Su una pietra d'altare a Northumberland, in Inghilterra, troviamo un'iscrizione che riguarda una divinità maschile chiamata Arecurius o Aericurus, anche se Beck avverte che "questa iscrizione è piuttosto incerta, e potrebbe essere una lettura errata di Mercurio".

## Etimologia
Il teonimo ha origini poco chiare. È stato collegato con ae latine, "rame, bronzo, denaro, ricchezza", era "padrona" e il nome della dea greca Era. Si presentano molte forme latinizzate del nome di questa dea: Aeraecura a Perugia; Aerecura a Magonza, Xanten, Aquileia e Roşia Montană; Aericura a Sulzbach, Malsch, Eracura a Mautern, Austria, Ercura a Fliehburg, Erecura a Cannstatt, Tongeren e Belley in Aube; Heracura a Stockstadt am Rhein, Herecura a Cannstatt, Freinsheim e Rottenburg am Neckar, dove si trova anche la forma Herequra.
L'alternanza tra l'iniziale H e A potrebbe essere dovuta alla forma simile delle lettere nelle capitali latine classiche normalmente utilizzate nelle iscrizioni epigrafiche nell'Impero romano, in particolare da quando i membri meno letterati della comunità dell'Impero Romano a volte hanno frainteso il valore fonematico di una data lettera. Un nome del modulo */aireˈkura/ o */(h)eːreˈkura/ sembra essere alla base delle alternanze Aeraecura ~ Aerecura ~ Aericura ~ Eracura ~ Ercura ~ Erecura ~ Heracura ~ Herecura ~ Herequra.
Sebbene la stessa dea possa essere celtica, rimane aperta l'ipotesi che il nome sia di origine celtica o addirittura indo-europea. Lendering considera il suo culto di origine illirica, diffondendosi da Aquileia e raggiungendo le regioni di confine danubiana e renana solo attraverso le truppe romane schierate lì. Beck considera il nome di origine germanica.

### Lavori citati
1. ↑  (FR) Nicole Jufer e Thierry Luginbühl, Les dieux gaulois: répertoire des noms de divinités celtiques connus par l'épigraphie, les textes antiques et la toponymie, Paris, Editions Errance, 2001,  pp. 18, 40, 45, ISBN 2-87772-200-7.
2. ↑  Beck, 2009, p. 136.
3. ↑  Egger, 1962–63, I.84-85; I.276-79; II.24-33.
4. 1 2 3  (EN) Jona Lendering, Herecura, su Livius.org, 2014. URL consultato il 28 maggio 2015.
5. ↑   P. Monaghan, The Encyclopedia of Celtic Mythology and Folklore, New York, Facts On File, Inc, 2004,  p. 4, ISBN 0-8160-4524-0.
6. 1 2 3 4  Beck, 2009, p. 135.
7. ↑  Green, 2004, p. 124.
8. 1 2  Beck, 2009, p. 137.
9. ↑  R.G. Collingwood and R.P. Wright. The Roman Inscriptions of Britain (RIB), Vol. 1: The Inscriptions on Stone. RIB 1123. See also the relevant page of  roman-britain.org (archiviato dall'url originale il 20 agosto 2006)..
10. ↑  Egger, 1962–63, I.84-85.
11. ↑  Lajoye, Patrice; Inventaire des divinités celtiques de l’Antiquité, Caen: Société de Mythologie Française. Available at  L’Arbre Celtique..
12. ↑  Green, 2004, pp. 120-121.
13. ↑  This is also apparent in the inscriptions to Belatucadrus. Green, 2004, p. 102.

### Riferimenti
- Noémie Beck, Dee nella religione celtica: culto e mitologia: uno studio comparato di antica Irlanda, Gran Bretagna e Gallia, 2009, (tesi di dottorato). Université Lumière Lyon 2, University College of Dublin.
- Ellis, Peter Berresford, Dictionary of Celtic Mythology (Oxford Paperback Reference), Oxford University Press, (1994): ISBN 0-19-508961-8
- (DE) Rudolf Egger, Römische Antike und frühes Christentum: Ausgewählte Schriften von Rudolf Egger; Zur Vollendung sciabiche 80, in Artur Betz e Gotbert Moro (a cura di), Lebensjahres, 2 voll., Klagenfurt, Verlag des Geschichtsvereines für Kärnten, 1962–63, (Numero di chiamata LOC DB29. E29.).
- Miranda Green, Gli dèi dei Celti, Sparkford, Regno Unito, Sutton Publishing, 2004.
- MacKillop, James. Dizionario di mitologia celtica, Oxford, Oxford University Press, 1998, ISBN 0-19-280120-1.
- Wood, Juliette, The Celts: Life, Myth, and Art, Thorsons Publishers (2002): ISBN 0-00-764059-5